# Masacre de Hlaingthaya
La masacre de Hlaingthaya fue un asesinato masivo de civiles el 14 de marzo de 2021, en el municipio de Hlaingthaya (también escrito Hlaing Tharyar y Hlinethaya), Rangún, Birmania. Durante la masacre, las tropas del ejército de Myanmar y los oficiales de la Fuerza de Policía de Myanmar mataron al menos a sesenta y cinco personas. La masacre se convirtió en uno de los incidentes domésticos más mortíferos ocurridos después del golpe de Estado en Birmania de 2021, y marcó una grave escalada en la violencia militar contra los civiles que se resistían al golpe. La violenta represión también precipitó un éxodo masivo de trabajadores de fábricas, residentes y empresas de Hlaingthaya, un importante centro fabril en el país.

## Antecedentes
El 1 de febrero de 2021, las Fuerzas Armadas de Myanmar dieron un golpe de Estado y depusieron al gobierno elegido democráticamente dirigido de la Liga Nacional para la Democracia. Poco después, los militares establecieron una junta, el Consejo Administrativo del Estado, y declararon un estado de emergencia nacional. En respuesta, civiles de todo el país organizaron protestas a gran escala para resistir el golpe militar.
Las protestas a gran escala comenzaron en Hlaingthaya a principios de marzo. Las protestas en el municipio de Hlaingthaya, un suburbio de clase trabajadora ubicado en las afueras de Rangún, fueron particularmente grandes y bien organizadas debido a los miembros de los sindicatos y los trabajadores de las fábricas que vivían y trabajaban en el área, que es el sitio de más de 850 fábricas de prendas de vestir. El municipio también alberga a muchos migrantes desplazados internos de la región de Ayeyarwady que fueron desplazados después del ciclón Nargis de 2008.

## Masacre
En la madrugada del 14 de marzo de 2021, los manifestantes de Hlaingthaya habían instalado barreras de bloques de cemento, bambú y sacos de arena en las principales paradas de autobús en la Carretera Río Yangón (conocida localmente como «Carretera Nyaungdon»), una importante vía de este a oeste, en preparación para las huelgas sentadas. Alrededor de las 7:00 a. m., 50 mujeres llegaron al lugar de la protesta, cantando parittas budistas para garantizar la seguridad de los manifestantes. Alrededor de las 9:30 a. m., miles de manifestantes se habían reunido en el sitio.
Alrededor de las 10:00 a. m., camiones militares comenzaron a cruzar el puente Bayinnaung para ingresar al municipio, con aproximadamente 200 soldados que finalmente rompieron las barreras y obligaron a los manifestantes a dispersarse. A las 11:00 a. m., soldados y policías comenzaron a encapsular a los manifestantes avanzando desde ambas direcciones, disparando deliberadamente contra los manifestantes con munición real. Las fuerzas de seguridad y los francotiradores también se reunieron en lo alto del puente Aung Zeya, que domina la vía pública y conecta el municipio con el resto de Rangún, para disparar a los manifestantes y otros civiles, incluidos médicos voluntarios y trabajadores de ambulancias.
Inmediatamente después de la masacre, la Asociación de Asistencia a los Presos Políticos informó de al menos 22 muertos y 20 heridos. A la tarde siguiente, el número de muertos había aumentado a 58. Un informe de Human Rights Watch de diciembre de 2021 registró al menos 65 víctimas, con víctimas de edades comprendidas entre los 17 y los 78 años. Muchas víctimas fueron enterradas en el cercano cementerio de Hteinbin. No se reportaron bajas de las fuerzas de seguridad.

## Perpetradores
La masacre fue ejecutada conjuntamente por las fuerzas de seguridad del ejército de Myanmar, bajo el mando de Nyunt Win Swe, y la Fuerza de Policía de Myanmar, bajo el mando de Myo Min Htike, jefe de policía de la región de Rangún. La policía antidisturbios (llamada lon htein) colaboró con soldados de la 77° División de Infantería Ligera (LID) durante la represión de las protestas.

## Consecuencias
A medida que se desarrollaban los acontecimientos, al menos 32 fábricas de propiedad china en el municipio fueron incendiadas deliberadamente por asaltantes desconocidos, con pérdidas por un total de 37 millones de dólares. Tras la masacre, las fuerzas de seguridad establecieron una fuerte presencia en las principales áreas del municipio. El martes siguiente, 17 de marzo, las fuerzas de seguridad mataron al menos a 6 trabajadores y arrestaron a otros 70 trabajadores tras un conflicto salarial en una fábrica de zapatos de propiedad china en Hlaingthaya. Inmediatamente después de la masacre, miles de trabajadores migrantes huyeron del municipio y regresaron a sus lugares de origen. Para septiembre de 2021, al menos 73 fábricas en las tres zonas industriales de Hlaingthaya, Hlaingthaya, Shwe Linban y Shwe Thanlwin, habían cerrado, dejando al menos a 20 000 trabajadores desempleados.

## Reacciones

### Nacionales
En la noche del 14 de marzo, el régimen militar impuso la ley marcial en Hlaingthaya y en los municipios cercanos de Shwepyitha, otorgando la autoridad judicial y ejecutiva a Nyunt Win Swe, comandante del ejército de la región de Rangún. Los manifestantes fueron etiquetados por los medios estatales birmanos como «alborotadores». Al día siguiente, la ley marcial se extendió a los municipios de Dagón del Norte, Okkalapa del Norte, Dagón del Sur y Dagon Seikkan.

### Internacionales
A raíz de la masacre, varios organismos de las Naciones Unidas, incluida la Oficina del Alto Comisionado de las Naciones Unidas para los Derechos Humanos y la Organización Internacional para las Migraciones, denunciaron la violenta represión en Hlaingthaya. Christine Schraner Burgener, enviada especial del Secretario General de la ONU para Myanmar, y Dan Chugg, embajador británico en Myanmar, pidieron el cese inmediato de la violencia.
Por el contrario, los medios estatales chinos centraron la atención en el daño financiero causado por la represión. La embajada china en Myanmar pidió a las fuerzas de seguridad birmanas que garanticen la seguridad de las empresas y el personal chinos, para proteger las principales inversiones chinas en el área.
Antony Blinken, el secretario de Estado de Estados Unidos, condenó la represión letal de los militares en Hlaingthaya, y pidió a la comunidad internacional que tome medidas concretas en respuesta. El 22 de marzo, el gobierno de los Estados Unidos impuso sanciones a la 77° División de Infantería Ligera del Ejército de Myanmar, a Than Hlaing, jefe nacional de la Fuerza de Policía de Myanmar, y a Aung Soe, comandante de la Oficina de Operaciones Especiales del Ejército de Myanmar. El mismo día, la Unión Europea impuso sanciones y prohibiciones de viajar a 11 personas, constituyendo la primera ronda de sanciones de la UE tras el golpe de Estado de febrero.

## Legado
A raíz de la masacre, el poeta birmano Thitsar Ni publicó el poema «Hlaingthaya», que relataba sus propias observaciones de la masacre. En enero de 2022, se publicó una traducción al inglés del poema en una antología de poesía.